# 葉月愛梨
葉月 愛梨（はづき あいり、1994年5月7日 - ）は、日本のグラビアアイドル、タレント。神奈川県出身。アイエス・フィールド所属。

## 略歴
2021年8月27日、1st DVD『はじめての果実』を発売。
2021年9月27日発売の『週刊プレイボーイ』の企画「超次世代グラドルボイン番付 2021年秋場所」にて、「西の小結」に選出。

## 人物
- 趣味は三味線、読書、自然、神社、温泉めぐり[1]。
- アイエス・フィールドへの所属時に先輩である日向葵衣から水着をもらい受け、イベント時に着用している[6]。

## 作品

### イメージビデオ
- はじめての果実（2021年8月27日、竹書房）[7][2]
- ねぇ、愛してっ。（2021年11月26日、スパイスビジュアル）[8]
- 癒しの秘湯 あいりん亭（2022年3月22日、エアーコントロール）[9][10]
- 愛梨としたい9つのコト（2022年6月20日、ラインコミュニケーションズ）[11][12]
- ボクの子猫ちゃん（2023年1月24日、エアーコントロール）[13][14]

## 出版

### デジタル写真集
- ねぇ、愛してっ。 Vol.1（2022年2月1日、スパイスビジュアル）
- ねぇ、愛してっ。 Vol.2（2022年2月1日、スパイスビジュアル）
- Kiss You（2022年3月2日、エー・ビー・エンターテイメント）
- コットンテイル（2022年12月2日、ドラゴンフライブック）

## 出演

### テレビ番組
- 鎧美女 春の特別版（2022年4月28日〈27日深夜〉、フジテレビONE）- 甲冑：本多忠勝[15]

### ウェブ配信
- ヒロミ・指原の“恋のお世話始めました”（2023年3月2日、ABEMA）[16]